# Erythrops nana
Erythrops nana är en kräftdjursart som beskrevs av W. M. Tattersall 1922. Erythrops nana ingår i släktet Erythrops och familjen Mysidae. Inga underarter finns listade i Catalogue of Life.